# Hanna Bakuła
Hanna Aniela Lemaitre z d. Bakuła (ur. 30 marca 1950 w Zielonce) – polska malarka, scenografka, kostiumolożka i pisarka.

## Życiorys
Jest absolwentką stołecznego L Liceum Ogólnokształcącego im. Ruy Barbosy. Ukończyła studia na Wydziale Malarstwa Akademii Sztuk Pięknych w Warszawie, broniąc pracę dyplomową pt. „Bazar Różyckiego jako przejaw polskiej popkultury”.
W 1981 zamieszkała na Manhattanie, gdzie zdobyła m.in. stypendium IREX z rekomendacji Fundacji Guggenheima i została laureatką Festiwalu Malarzy Słowiańskich w Nowym Jorku.
W 1990 wróciła do Warszawy, gdzie rozpoczęła współpracę z miesięcznikami „Playboy” i „Uroda”, do których pisała przez kolejne lata. W późniejszych latach współpracowała z redakcjami czasopism: „Dziennik Łódzki” i „Joy” i „Fakty po Mitach”.
W 1997 ufundowała imienną Fundację Hanny Bakuły, która zajmuje się pomocą dzieciom z domów dziecka w Kielcach i w Warszawie. W 1999 przy fundacji powstał Klub Kobiet. 10 września 2022 w kamienicy na Rynku w Prudniku otwarta została Galeria Sztuki Hanny Bakuły „No Ba!”. Muzeum Ziemi Prudnickiej posiada największą kolekcję prac artystki.
Wydała 22 książki, w tym dwie bestsellerowe powieści: „Hazardzistka” i „Idiotka miłość w Nowym Jorku”.
Była czterokrotnie zamężna, a także pozostawała w związku z Januszem Atlasem.

## Publikacje
Wybrana proza:
- Ostatni bal: listy do Agnieszki Osieckiej (2001)
- Tajski masaż (2004)
- Bandana
- Świr Nowojorski
- Hazardzistka (2006)
- Hania Bania (2007)
- Idiotka (2008)
- Idiotka miłość w Nowym Jorku
- Hania Bania: królowa samby (2009)
- Hania Bania: tornado seksualne (2010)
- Idiotka wraca (2010)
- Druga dal: nowe listy do Agnieszki Osieckiej (2012)

Poradniki:
- Samiec alfa, czyli Jak wytrzymać z facetem (2011)
- Gar Anonim, czyli Z kim jeść (2013)
- Jak stracić przyjaciół
- Jak zyskać przyjaciół
- Instrukcja obsługi
- Wnuczkożonka, czyli jak utrzymać laskę
- Seks na kredyt, czyli jak dostać gratis
- Samiec alfa, czyli jak wytrzymać z facetem
- Jak być ogierem do końca życia